# Runaway Bay, Jamaica
Runaway Bay är en ort i Jamaica.   Den ligger i parishen Parish of Saint Ann, i den centrala delen av landet, 80 km nordväst om huvudstaden Kingston. Runaway Bay ligger 13 meter över havet och antalet invånare är 6 517. Den ligger på ön Jamaica.
Terrängen runt Runaway Bay är huvudsakligen kuperad, men åt nordost är den platt. Havet är nära Runaway Bay norrut. Runt Runaway Bay är det ganska tätbefolkat, med 134 invånare per kvadratkilometer. Närmaste större samhälle är Saint Ann's Bay, 14,4 km öster om Runaway Bay. 